# Lugares comunes
Lugares comunes is een Argentijns-Spaanse film uit 2002, geregisseerd door Adolfo Aristarain. De film is gebaseerd op de roman El renacimiento van de schrijver Lorenzo F. Aristarain.

## Verhaal
Nadat hij gedwongen met pensioen wordt gestuurd, moeten literatuurprofessor Fernando Robles en zijn vrouw Liliana grote veranderingen aanbrengen in hun leven. Ze besluiten een kleine lavendelboerderij in Córdoba te kopen van een weduwnaar, Zacarías, en proberen met de hulp van hun vriend en advocaat Carlos hun nieuwe bedrijf te starten.

## Rolverdeling
| Acteur             | Personage       |
| ------------------ | --------------- |
| Federico Luppi     | Fernando Robles |
| Mercedes Sampietro | Liliana Rovira  |
| Arturo Puig        | Carlos Solla    |
| Carlos Santamaría  | Pedro Robles    |
| Valentina Bassi    | Natacha         |

## Ontvangst

### Prijzen en nominaties
Een selectie:
| Jaar | Evenement                          | Categorie                          | Genomineerde                      | Resultaat   |
| ---- | ---------------------------------- | ---------------------------------- | --------------------------------- | ----------- |
| 2002 | San Sebastián (50ste editie)       | Gouden Schelp voor beste film      | Lugares comunes                   | Genomineerd |
| 2002 | San Sebastián (50ste editie)       | Zilveren Schelp voor beste actrice | Mercedes Sampietro                | Gewonnen    |
| 2002 | San Sebastián (50ste editie)       | Juryprijs voor beste scenario      | Adolfo Aristarain, Kathy Saavedra | Gewonnen    |
| 2003 | Premios Goya (17de uitreiking)     | Beste actrice                      | Mercedes Sampietro                | Gewonnen    |
| 2003 | Premios Goya (17de uitreiking)     | Beste bewerkt scenario             | Adolfo Aristarain, Kathy Saavedra | Gewonnen    |
| 2003 | Cóndor de Plata (51ste uitreiking) | Beste film                         | Lugares comunes                   | Genomineerd |
| 2003 | Cóndor de Plata (51ste uitreiking) | Beste regisseur                    | Adolfo Aristarain                 | Genomineerd |
| 2003 | Cóndor de Plata (51ste uitreiking) | Beste acteur                       | Federico Luppi                    | Genomineerd |
| 2003 | Cóndor de Plata (51ste uitreiking) | Beste actrice                      | Mercedes Sampietro                | Genomineerd |
| 2003 | Cóndor de Plata (51ste uitreiking) | Beste mannelijke bijrol            | Claudio Rissi                     | Genomineerd |
| 2003 | Cóndor de Plata (51ste uitreiking) | Beste bewerkt scenario             | Adolfo Aristarain, Kethy Saavedra | Genomineerd |
| 2003 | Cóndor de Plata (51ste uitreiking) | Beste artdirector                  | Abel Facello                      | Genomineerd |